# Cuillère à glace

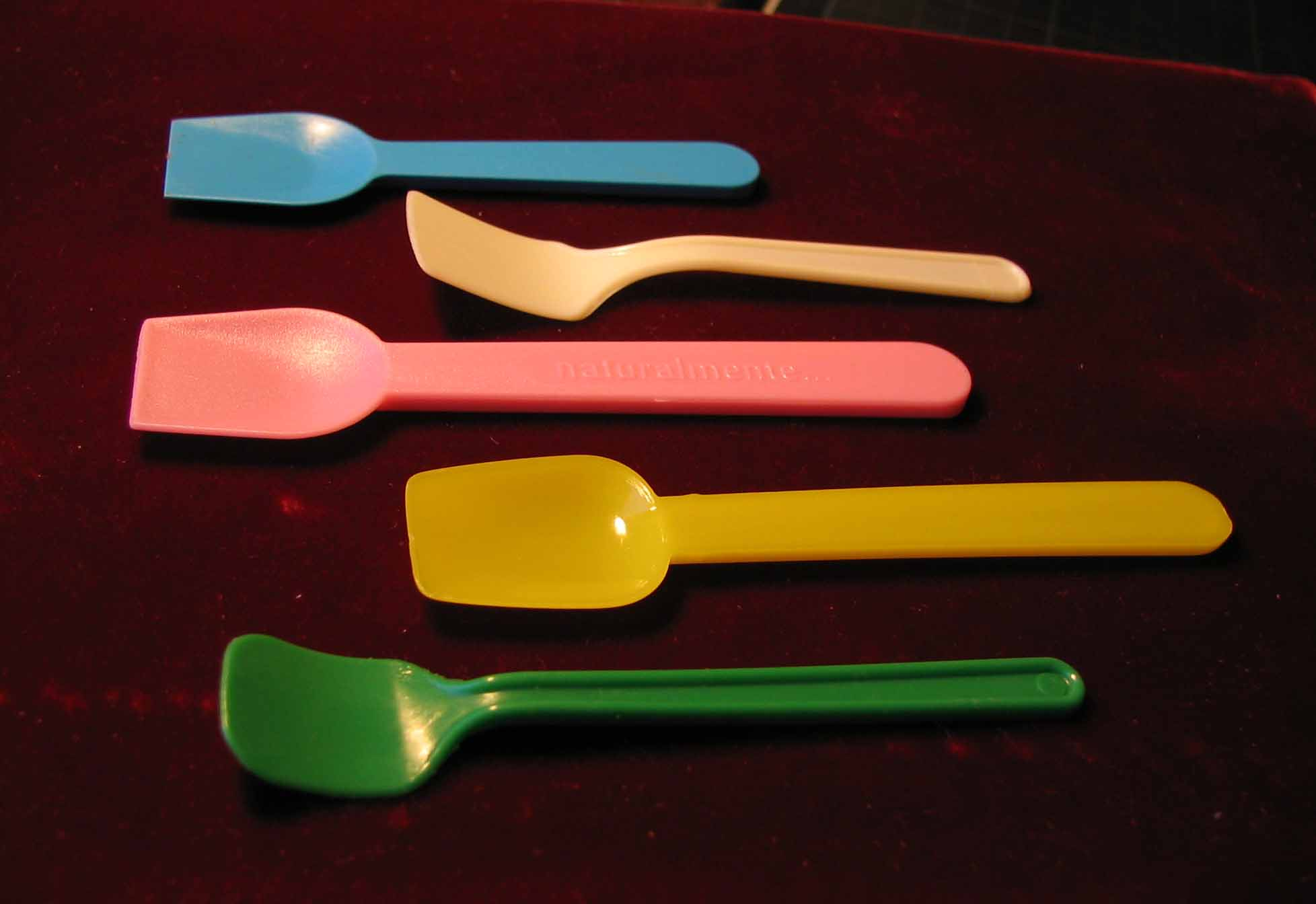
Cuillères à glace de différentes couleurs (pour consommer des boules de glace).

Une cuillère à glace est une petite cuillère dont la partie mise en bouche est plus plate que celle d'une cuillère à dessert. Dans l'art traditionnel de dresser la table en France, elle est disposée entre l’assiette et le verre, tête vers la gauche.

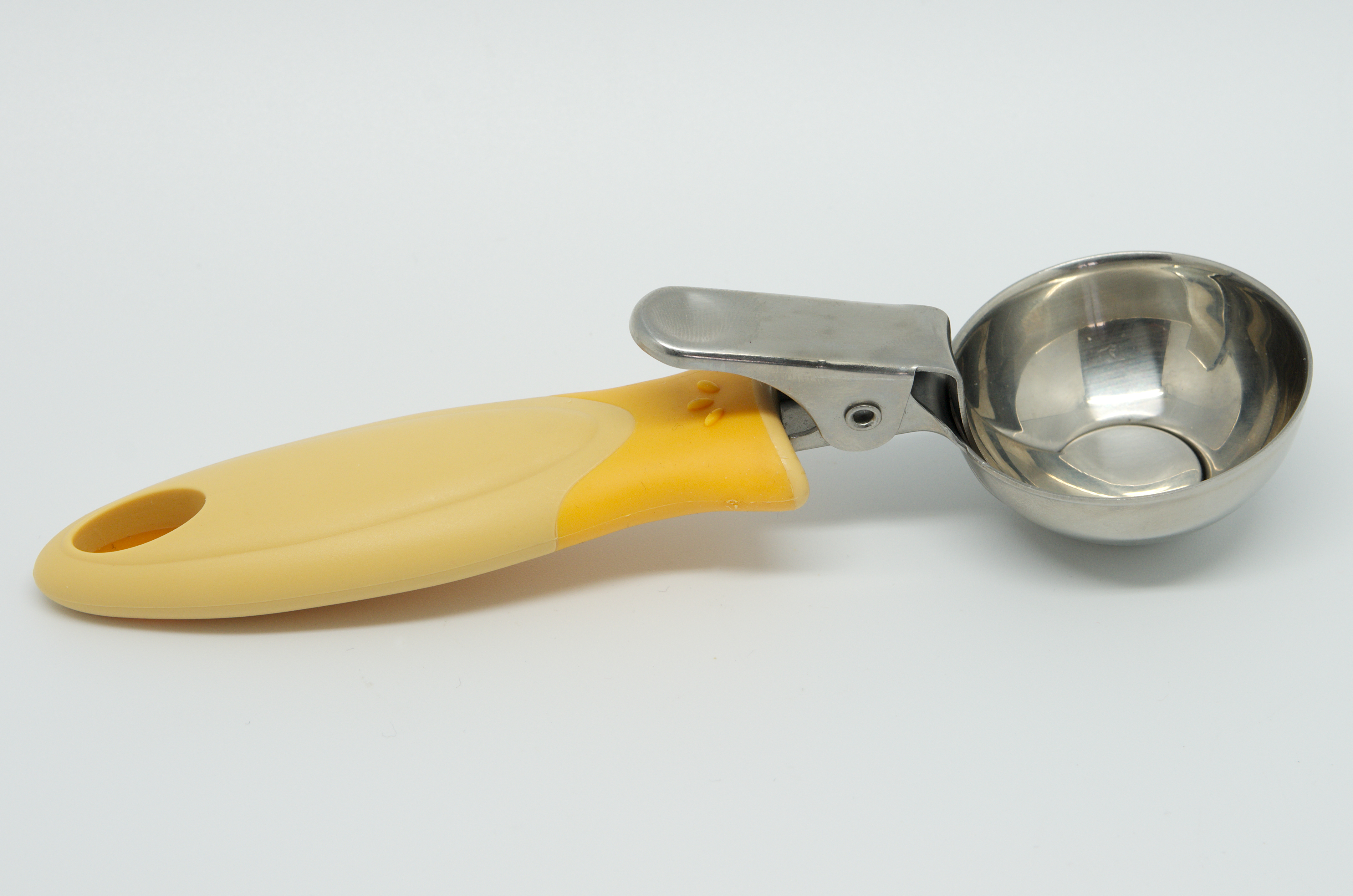
Cuillère à glace (pour former des boules de glace).

La cuillère à glace peut également désigner l'ustensile servant à former des boules de glace. Elle est alors plus creuse voire hémisphérique. Elle peut également être chauffante ou à pince, afin d'en faciliter l'utilisation. 